# Chuyến bay 972 của Cubana de Aviación
Vào ngày 18 tháng 5 năm 2018, chuyến bay 972 của Cubana de Aviación (CU972) đã mất độ cao ngay sau khi cất cánh từ sân bay quốc tế José Martí và đã rơi xuống đất và bốc cháy. Chiếc máy bay này đã rơi ở địa điểm cách sân bay quốc tế José Martí 10 km, vào một trang trại gần Santiago de las Vegas, cách trung tâm thành phố Havana khoảng 19 km (12 dặm). 110 hành khách và phi hành đoàn đã chết trong vụ tai nạn.

## Máy bay
Chiếc máy bay bị nạn là một chiếc máy bay Boeing 737-200 thuê từ hãng Global Air, hoạt động trên chuyến bay nội địa thường lệ cho hãng Cubana de Aviación, từ Havana đến Holguín. Trong những tháng trước, Cubana đã cho một số máy bay ngừng hoạt động do các vấn đề cơ khí với đội tàu bay riêng của hãng, một phần là do Hoa Kỳ cấm vận chống Cuba, và hãng này đã phải dựa vào máy bay thuê để duy trì dịch vụ của họ. Một ngày trước khi vụ tai nạn xảy ra, Cơ quan Hàng không Quốc gia Cuba đã cấm đội tàu Antonov An-148 của Cubana vận hành do các vấn đề cơ khí.
Máy bay Boeing 737-200 được sản xuất vào tháng 7 năm 1979 và đã được 38 tuổi vào thời điểm bị rơi. Chiếc máy bay này đầu tiên được phục vụ cho hãng hàng không Piedmont, và kể từ đó vận hành cho các hãng hàng không ở Canada, Chile, Cameroon, Benin và Caribbean, cũng như thời hạn 5 năm khi nó được điều hành bởi Hải quân Hoa Kỳ, trước khi nó đã được Global Air mua lại. Một tuyên bố của Global Air cho biết máy bay của họ đã trải qua một cuộc kiểm tra của chính phủ vào tháng 11 năm 2017 và đã được cập nhật với giấy phép hoạt động và cho thuê máy bay.